# Charles Hénard
Pour les articles homonymes, voir Hénard.
Charles Hénard né le 11 février 1756 à Bourg-en-Bresse et mort en mars 1813, est un portraitiste et miniaturiste français. 

## Biographie
Il travailla à Londres dans les années 1780 et 1790 et à Paris de 1806 à 1812.
Plusieurs miniatures réalisées par lui sont conservées au département des arts graphiques du musée du Louvre.